# Objective-J
Objective-J — язык программирования, разрабатываемый как часть Cappuccino — фреймворка для веб-приложений. Его синтаксис почти полностью идентичен синтаксису Objective-C. Objective-J относится к JavaScript так же, как Objective-C к языку программирования C: является его строгим, но компактным надмножеством. Objective-J добавляет в JavaScript традиционное наследование и динамическую диспетчеризацию в стиле Smalltalk/Objective-C. В чистом Javascript как языке прототипного типа уже существует понятие об объектной ориентации и наследовании, но Objective-J добавляет в JavaScript возможность использовать основанное на классах программирование.
Программам, написанным на Objective-J, требуется предварительная обработка перед тем, как они смогут быть исполнены виртуальной машиной JavaScript в веб-браузере. Этот этап может проходить во время исполнения в веб-браузере с помощью компилятора, который транслирует программы на Objective-J в код на чистом JavaScript. Компилятор Objective-J написан на JavaScript, и поэтому развертывание программ на Objective-J не требует наличия какой-нибудь специальной надстройки для браузера.

## Применение
Первое полномасштабное применение Objective-J связано с созданием веб-приложения 280Slides на основе фреймворка Cappuccino. Хотя Objective-J может быть использован (и разрабатывался) независимо от Cappuccino, Objective-J в первую очередь был создан для поддержки веб разработки на основе Cappuccino.

## Синтаксис
Objective-J — надмножество JavaScript, а это означает, что любой валидный код на JavaScript является также валидным кодом Objective-J. Следующий пример иллюстрирует определение на Objective-J класса с названием Address. Этот класс расширяет корневой класс CPObject, который играет роль, подобную роли NSObject в Objective-C. За исключением названия корневого объекта этот код также является примером определения класса на языке Objective-C.
```
@implementation
 
Address
 
:
 
CPObject

{

   
CPString
 
name
;

   
CPString
 
city
;

}

-
 
(
id
)
initWithName:
(
CPString
)
aName
 
city:
(
CPString
)
aCity

{

    
self
 
=
 
[
super
 
init
];

    
name
 
=
 
aName
;

    
city
 
=
 
aCity
;

    
return
 
self
;

}

-
(
void
)
setName:
(
CPString
)
aName

{

      
name
 
=
 
aName
;

}

-
(
CPString
)
name

{

      
return
 
name
;

}
  

+
(
id
)
newAddressWithName:
(
CPString
)
aName
 
city:
(
CPString
)
aCity

{

      
return
 
[[
self
 
alloc
]
 
initWithName
:
aname
 
city
:
aCity
];

}

@end

```

Как и в случае с Objective-C определения методов класса и методов экземпляра начинаются соответственно с '+' (плюс) и '-' (минус).

## Управление памятью
В отличие от Objective-C, объекты в Objective-J не нуждаются в освобождении, поскольку они автоматически освобождаются сборщиком мусора JavaScript.